# Dance Dance Revolution
Dance Dance Revolution (ダンスダンスレボリューション, Dansu Dansu Reboryūshon), o DDR, també conegut a Europa amb el nom Dancing Stage, és una sèrie de videojocs produïda per la companyia japonesa Konami. DDR va ser un joc pioner entre els jocs musicals, ja que va fer que els jugadors es col·loquessin sobre una plataforma de “ball” on han de pressionar amb els peus les fletxes que van apareixent en pantalla. La puntuació es basa en la sincronització que hi hagi entre els patrons de fletxes de la pantalla i les que polsa el jugador. El primer llançament en forma de màquina recreativa va ser al Japó el 1998. La majoria de consoles han tingut jocs DDR, des de la Wii, fins a la PSX. La majoria d'aquests jocs es basen en una estora de tela sintètica que simula la plataforma. Tot i així, també és possible comprar plataformes similars com a les dels arcades.
En la composició de les cançons van participar nombrosos artistes com Naoki Maeda, principal compositor musical del joc o Junko Karashima, principal cantant de Bemani. Alguns grups com Aerosmith han donat cançons per diferents jocs. Fins al 2013 aquesta franquícia treu nous jocs per consoles i és difícil veure una sala recreativa sense l'arcade DDR corresponen.
La màquina recreativa estàndard de DDR consisteix en dues parts: un moble i la plataforma de joc. El moble sol tenir sempre una forma molt similar: una pantalla amb un botó de “Start” i un parell de botons de direccions, que serveixen per seleccionar les cançons, dos altaveus i un parell de neons o leds. Sota del moble, estan les plataformes de ball, metàl·liques, amb 4 fletxes (dreta, esquerra, amunt i a sota) de polimetilmetacrilat, normalment en dos colors, blau i vermell. És habitual que la plataforma tingui unes barres al darrere per facilitar el joc en les cançons de més nivell.